# 种子的比喻
种子生長的比喻是耶稣的比喻，是有關神的國成長的比喻，只出现在《马可福音》第四章26-29节里，未出現在其他的福音書裡。在馬可福音中，此比喻在撒種的比喻和斗底的燈比喻的後面，在芥菜種的比喻的前面。

## 內容
|                                         | 又說、 神的國、如同人把種撒在地上、黑夜睡覺、白日起來、這種就發芽漸長、那人卻不曉得如何這樣。地生五穀是出於自然的．先發苗、後長穗、再後穗上結成飽滿的子粒。穀旣熟了、就用鐮刀去割、因爲收成的時候到了。 |
| ——《马可福音》第4章第26-29节 （和合本） | |